# Мик (телесериал)
«Мик» (англ. The Mick) — американский ситком, премьера которого состоялась на телеканале Fox 1 января 2017 года. Телесериал с Кейтлин Олсон (которая также является исполнительным продюсером) в главной роли создан Дэном Черниным и Джоном Черниным. 11 января 2017 года Fox заказал полный первый сезон из 17-ти эпизодов.
21 февраля 2017 года сериал был продлён на второй сезон. 10 мая 2018 года сериал был закрыт.

## Сюжет
Мик, которая по уши завязла в долгах и проблемах, навещает свою богатую сестру Памелу Пембертон в Гринвиче. Во время визита Мик, мужа Памелы Кристофера арестовывает ФБР по обвинению в мошенничестве и уклонении от уплаты налогов, и Памела просит её приглядеть за своими детьми. Вскоре Пембертоны сбегают из страны, чтобы избежать иска, а Мик вынуждена остаться присматривать за тремя избалованными и капризными детьми сестры.

## В ролях
- Кейтлин Олсон — Маккензи «Мик» Молнг
- София Блэк-Д’Элиа — Сабрина Пембертон
- Карла Хименес — Альба Мальдонадо
- Томас Барбаска — Чип Пембертон
- Джек Стэнтон — Бен Пембертон
- Скотт Макартур — Джимми Шепард

## Производство

### Разработка
Пилотный эпизод сериала был написан Дэном Черниным и Джоном Черниным и срежиссирован Рэндалло Эйнхорном.
Ситком является однокамерным. Чернины, Олсон и Эйнхорн исполняют обязанности исполнительных продюсеров.

### Кастинг
29 февраля 2016 года стало известно, что София Блэк-Д’Элиа получила роль Сабрины Пембертон. 2 марта 2016 года Кейтлин Олсон присоединилась к сериалу в главной женской роли Мик. 18 марта того же года было объявлено, что Томас Барбаска, Джек Стэнтон и Карла Хименес исполнят роли Чипа Пембертона, Бена Пембертона и Альбы Мальдонадо соответственно.

## Отзывы критиков
Сериал «Мик» получил смешанные отзывы критиков, которые похвалили актёрскую игру Олсон. На сайте-агрегаторе Rotten Tomatoes сериал держит 58 % «свежести», что основано на 26-ти отзывах критиков со средним рейтингом 6,1 из 10. Критический консенсус сайта гласит: «Огромного обаяния Кейтлин Олсон не достаточно, чтобы удержать периодически смешной ситком „Мик“ от сомнительных сюжетных линий и персонажей, которые не вызывают привязанности». На Metacritic сериал получил 50 баллов из ста на основе 27-ми «смешанных и средних» рецензий.